# Danielle Carter
Danielle Carter (Solihull, Inglaterra; 18 de mayo de 1993) es una futbolista inglesa. Juega como delantera y su equipo actual es el Brighton & Hove Albion de la FA WSL. También forma parte de la Selección de Inglaterra.

## Clubes

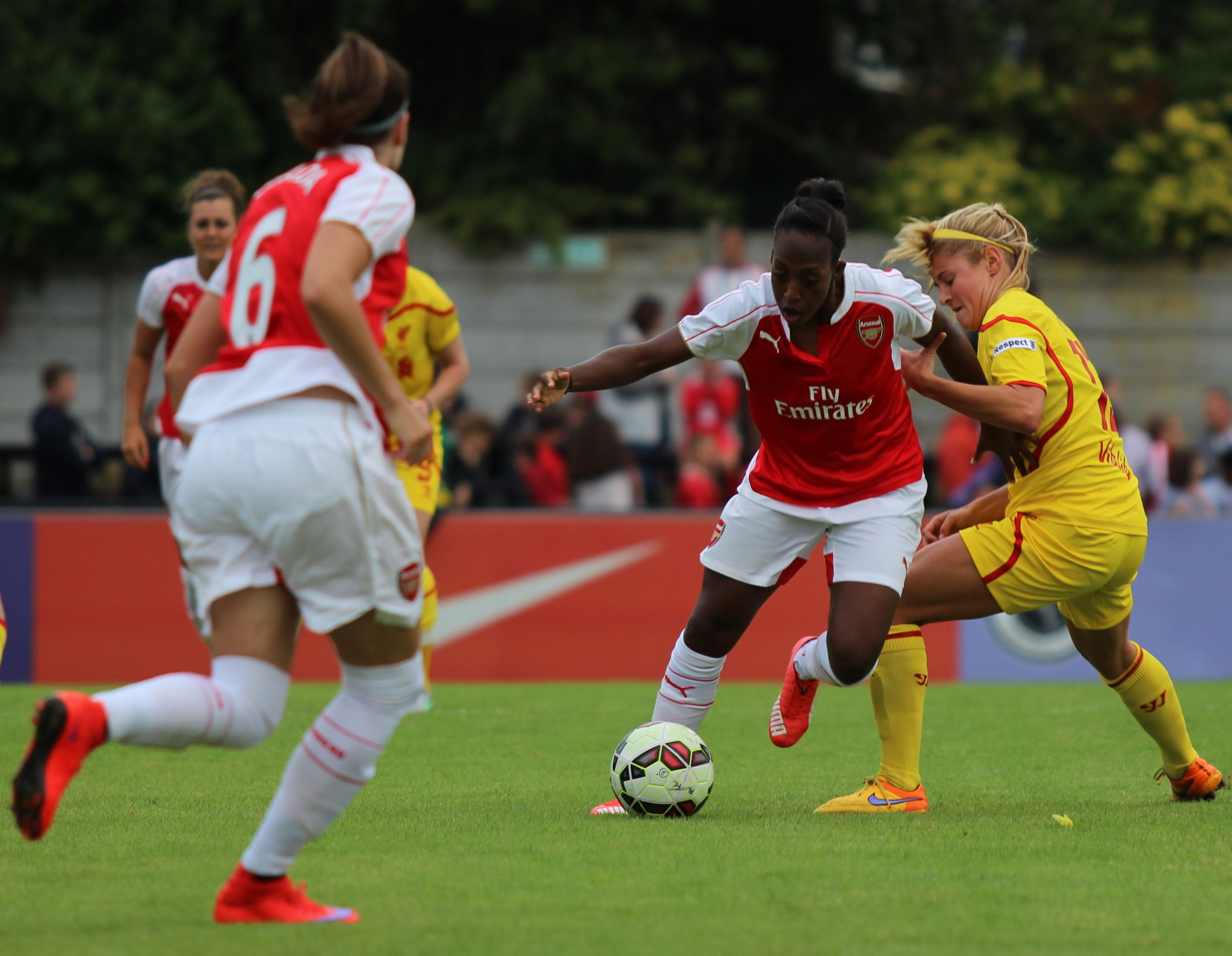
Danielle Carter Arsenal Vs Liverpool

En 2009, Carter empezó a jugar con el Arsenal. En 2011 formó parte del equipo que ganó la primera edición de la FA WSL. Estando en el club, también ganó la FA Women's Cup en 2011, 2013, 2014 y 2016; la FA WSL Cup en 2011, 2012, 2013, 2015 y 2018; y la FA WSL en las temporadas 2010-11, 2011-12 y 2018-19. 
Al final de la temporada 2017-18, Carter se rompió el ligamento cruzado anterior, lo que provocó que se perdiera una gran parte de la siguiente temporada. Volvió al equipo en abril de la temporada 2018/2019. Sin embargo, la misma lesión se repitió en julio de 2019.

## Selección nacional

### Categorías inferiores
- Selección Sub-17 (2008-2010): 16 apariciones y 6 goles.
- Selección Sub-19 (2010-2012): 16 apariciones y 6 goles
- Selección Sub-20 (2010): 3 apariciones.
- Selección Sub-23 (2013-2016): 11 apariciones y 1 gol.

### Selección absoluta
Durante la ronda de clasificación para la Eurocopa de 2017, Carter debutó para la Selección absoluta de Inglaterra en un partido contra Estonia. En ese mismo encuentro, marcó 3 goles.

## Palmarés

### Arsenal
- Women's FA Cup: 2016
- FA WSL: 2018-19